# Takuu
Takuu (ou Tauu ou îles Mortlock ou encore îles Marqueen) est un atoll éloigné de 250 km de Bougainville, en Papouasie-Nouvelle-Guinée. C'est une exclave polynésienne. Le capitaine James Mortlock la « découvrit » le 19 novembre 1795[réf. nécessaire] sur le Young William.
Les habitants de cet atoll sont obligés de quitter leur terre natale, du fait de la montée du niveau de la mer due au réchauffement climatique[réf. nécessaire].

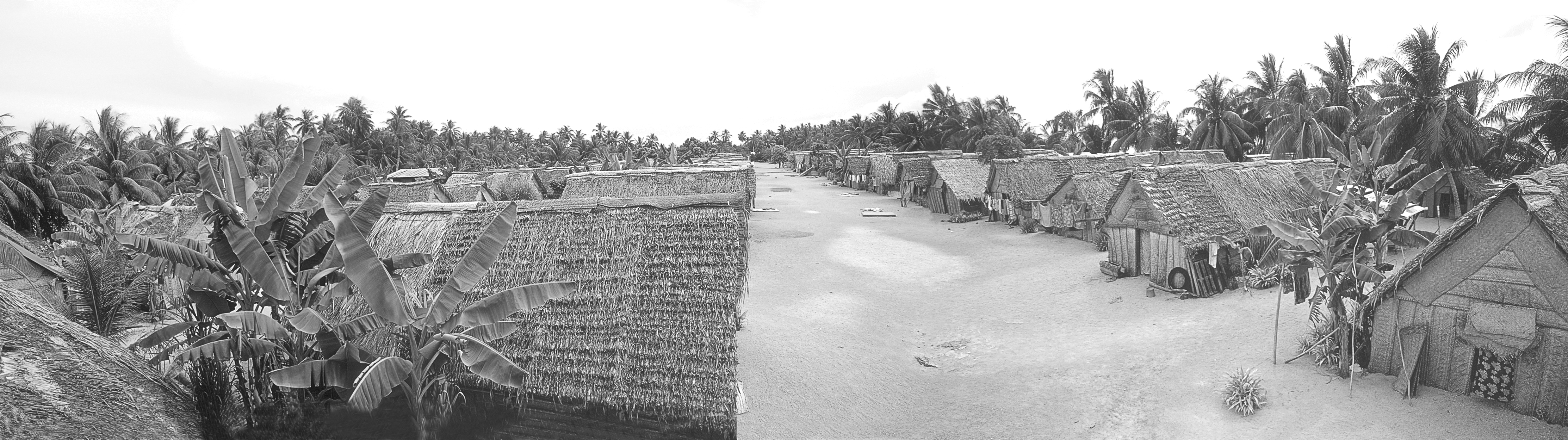
Village de Nukutoa, Takuu, 2000. Photo : Hamish McDonald